# Allan Murnane
Allan Murnane (7 novembre 1882 – New Rochelle, 2 aprile 1950) è stato un attore statunitense.
Nella sua carriera, prese parte negli anni dieci a numerosi serial cinematografici, lavorando per i fratelli Leopold e Theodore Wharton che avevano fondato ad Ithaca una propria casa di produzione, la Wharton Studios.

## Filmografia
- The New Adventures of J. Rufus Wallingford, regia di James Gordon, Leopold Wharton e Theodore Wharton - serial (1915)
- Beatrice Fairfax Episode 7: A Name for a Baby episodio 7  Beatrice Fairfax, regia di Leopold Wharton e Theodore Wharton - serial (1916)
- Beatrice Fairfax Episode 8: At the Ainsley Ball episodio 8 Beatrice Fairfax serial, regia di Leopold Wharton e Theodore Wharton - serial (1916)
- The City, regia di Theodore Wharton (1916)
- Hazel Kirke, regia di Louis J. Gasnier, Leopold Wharton e Theodore Wharton (1916)
- The Mysteries of Myra, regia di Leopold Wharton e Theodore Wharton - serial (1916)
- The Lottery Man, regia di Leopold Wharton e Theodore Wharton (1916)
- Patria, regia di Jacques Jaccard, Leopold Wharton e Theodore Wharton - serial (1917)
- The Black Stork, regia di Leopold Wharton e Theodore Wharton (1917)
- The Eagle's Eye, regia di George Lessey, Wellington A. Playter, Leopold Wharton e Theodore Wharton - serial (1918)